# Chunxilu

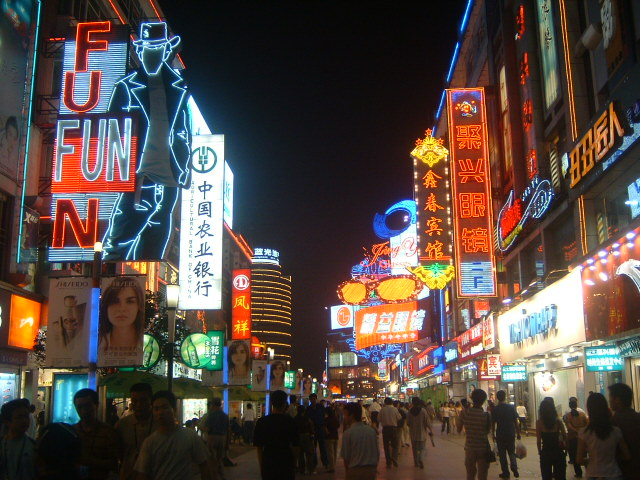
Vista nocturna de Chunxilu

Chunxi Road (en chino simplificado, 春熙路; pinyin, Chūnxī Lù; Wade-Giles, Chun-Hsi Lu) es una calle y  zona de tiendas situada en Chengdu, China, en la que se encuentran más de 700 tiendas, incluidos grandes centros comerciales, grandes almacenes, supermercados, puestos callejeros y boutiques, así como modernas cafeterías y una plaza pública. Al lado de Chunxilu está la plaza de tiendas Yanshikou. 

## Geografía

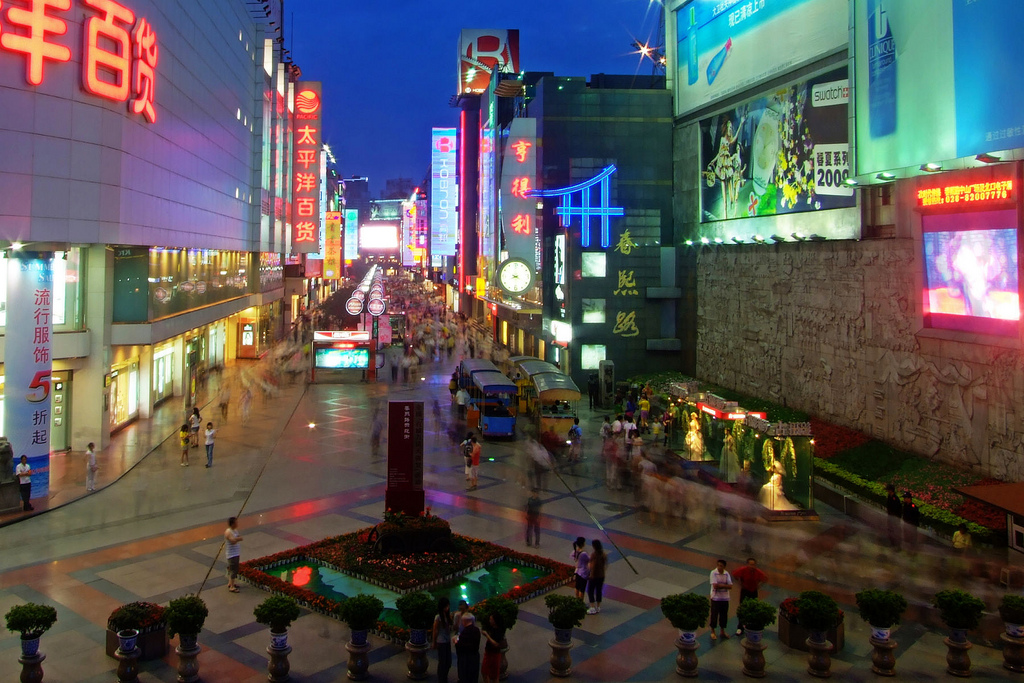
Entrada a Chunxilu

La actual calle llamada Chunxilu tiene unos 1,1 km de longitud. Según creció el distrito de tiendas, Chunxilu comenzó a referirse a toda la zona al sur de East Main Street, al este de New South Street, New Middle Street y New North Street y al sur de Zongfulu (总府路), cubriendo un total de veinte hectáreas.
La zona central contiene una pequeña plaza pública con una estatua del Padre de la Nación, Mr Sun Yat-sen, al lado de una tienda de Häagen-Dazs.

## Historia
Con una historia de 85 años, Chunxilu es la calle peatonal de tiendas más famosa de Chengdu. Se llamó Chunxilu en 1924, y también es apodada "Calle de Oro de Cien Años". 
Chunxilu empezó como un estrecho callejón conectado a la Zou Ma Street, creando un camino recto con dirección norte-sur, que se cruza con la East Main Street. La East Main Street era la única calle que conducía al este de Sichuan, lo que resultó en un gran tráfico alrededor de la calle. Los comerciantes solían reunirse aquí. Consolidó su condición durante el período de jefes militares de la historia reciente de China. 
Como la zona de Chunxilu contiene los grandes almacenes japoneses Ito Yokado e Isetan, fue uno de los lugares de las demostraciones antijaponesas de 2005.

## Grandes almacenes
Hay seis grandes almacenes importantes y centros comerciales en Chunxilu: Ito Yokado (伊藤洋華堂), Pacific Department Store (太平洋), Wangfujing Department Store (王府井), Chicony (群光), Isetan (伊勢丹) y Parkson (百盛).